# Дискретне косинусне перетворення
Дискре́тне ко́синусне перетво́рення (англ. Discrete Cosine Transform, DCT) - одне з ортогональних перетворень. Варіант косинусного перетворення для вектора дійсних чисел. Різновид перетворення Фур'є і , так само як і воно, має зворотне перетворення. Застосовується в алгоритмах стиснення інформації з втратами, наприклад, MPEG і JPEG. Графічне зображення можна розглядати як сукупність просторових хвиль, причому осі X і Y збігаються з шириною і висотою зображення, а по осі Z відкладається значення кольору відповідного пікселя зображення. Дискретне косинусне перетворення дозволяє переходити від просторового уявлення зображення до його спектрального подання і назад. Впливаючи на спектральне подання зображення, що складається з «гармонік», тобто, відкидаючи найменш значущі з них, можна балансувати між якістю відтворення і ступенем стиснення.